# Un cantique pour Leibowitz
Un cantique pour Leibowitz (titre original : A Canticle for Leibowitz) est un roman de science-fiction post-apocalyptique de l'auteur américain Walter M. Miller, paru aux États-Unis en 1960 et publié en France en 1961.

## Argument
À la fin du XXe siècle, les rescapés du feu nucléaire décident de détruire tous les livres, désormais conçus comme les instruments abjects d'une science qui a détruit l'humanité. Isaac Leibowitz, un ancien ingénieur, fonde alors un ordre monastique destiné à sauver les derniers ouvrages qui ont échappé à la vindicte populaire. Quelques siècles plus tard, frère Francis, membre de l'ordre albertien de Leibowitz, découvre dans un vieil abri anti-atomique de vieilles reliques qui laissent entrevoir la fin d'une période d'obscurantisme et le renouveau de la science.

## Présentation du roman
Un cantique pour Leibowitz est un roman de science-fiction de Walter M. Miller, publié sous sa forme définitive en 1960. Le roman est un fix-up de trois nouvelles tout d'abord publiées entre 1952 et 1957 dans le magazine spécialisé américain The Magazine of Fantasy & Science Fiction. Chaque partie décrit la vie d'une communauté monastique installée dans l'abbaye de saint Leibowitz, située sur le territoire nord-américain, à une époque différente : la première partie, Fiat homo, se déroule au XXVIe siècle, la seconde, Fiat lux, se déroule au XXXIIe siècle, tandis que la troisième, Fiat voluntas tua, se déroule au XXXVIIIe siècle. Les citations latines qui servent de titre à chaque partie sont tirées de la Bible.
Une version raccourcie de ce roman a paru en France dans Le Matin des magiciens (1960).
Après de nombreuses années de silence, Walter M. Miller décide d'écrire une suite à son premier roman : L'Héritage de saint Leibowitz (titre original Saint Leibowitz and the Wild Horse Woman), mais il se suicide par balle sans avoir achevé son œuvre. Cet ouvrage sera finalement terminé par l'auteur américain Terry Bisson et publié en 1997.
Walter M. Miller a nourri son œuvre de sa participation aux missions de l'armée de l'air américaine pendant la Seconde Guerre mondiale et des profondes réflexions que lui inspire la première attaque atomique américaine sur la ville japonaise d'Hiroshima. Le traumatisme causé par la destruction de l'abbaye bénédictine de Monte Cassino en Italie, lors de l'une de ses missions aériennes, lui donna le sujet de son roman.

## Résumé de l'œuvre
Le résumé du roman est divisé en trois parties correspondant aux trois parties du récit de Walter M. Miller intitulées en latin : « Fiat homo », « Fiat lux » et « Fiat voluntas tua ».

### Fiat homo
Fiat homo signifie « Que l'homme soit. », Ancien Testament, Genèse 1.26.

#### Contexte historique
Au XXVIe siècle de notre ère, 600 ans après la grande apocalypse nucléaire appelée le « Grand Déluge de Flammes », la planète Terre, en grande partie désertifiée, est peuplée par les descendants des survivants de la catastrophe, qu'ils soient génétiquement normaux ou dégénérés. La religion a trouvé toute sa place dans un monde néo-obscurantiste qui se présente culturellement comme un nouveau Moyen Âge post-apocalyptique. Après le grand feu nucléaire qui a dévasté la civilisation et les constructions humaines, les survivants, en proie à une immense colère, ont brûlé tous les livres, ont lynché les politiciens, les scientifiques, les techniciens et les enseignants, punissant ainsi pour une faute collective toute personne porteuse d'un savoir potentiellement responsable de l'actuel malheur de l'humanité. Dans ce nouveau monde désolé, le savoir est un crime et la planète est habitée par des « Simples d'esprit » qui revendiquent haut et fort leur ignorance.

#### Vie de l'abbaye
Frère Francis Gérard de l'Utah, un jeune novice un peu simple d'esprit qui doit bientôt prononcer ses vœux monacaux, accomplit sa vigile de carême dans un désert situé entre l'ancien Grand Lac salé et El Paso, sur le continent américain, à quelques kilomètres de l'abbaye de Leibowitz. Un jour, il rencontre un vieil ermite grincheux qui lui fait découvrir l'entrée d'un abri anti-atomique d'avant l'apocalypse. Au bas d'un escalier qui s'enfonce dans le sous-sol, le jeune novice découvre une boîte métallique remplie de documents originaux signés I. E. L. (Isaac Edward Leibowitz) et datant de la première moitié du XXe siècle ? Non loin de là gît un squelette blanchi par le temps. Quand frère Francis rentre à l'abbaye, sa rencontre et sa découverte font grand bruit parmi les moines. Mais les rumeurs inquiètent l'abbé Arkos, car la communauté est persuadée que le vieil ermite n'était autre que saint Leibowitz en personne, réincarné. L'abbé craint que cette rumeur ne nuise au procès en béatification d'Isaac Edward Leibowitz, le créateur de son Ordre. Il punit alors le jeune novice pour avoir semé le doute dans la communauté et lui interdit désormais de s'approcher des ruines.
Ainsi, pendant sept années, alors que les autres moines font leur vœux et travaillent sur les reliques rapportées de l'abri, frère Francis retourne en carême dans le désert, puni par l'abbé pour ne pas avoir apporté un démenti catégorique à sa rencontre avec saint Leibowitz dans le désert. Quelque temps plus tard, un inquisiteur, directement arrivé de la Nouvelle Rome, désire rencontrer le frère Francis pour l'interroger sur les reliques et sur sa rencontre avec le prétendu Leibowitz. Après cette visite, le frère Francis est finalement autorisé par l'abbé à prononcer ses vœux  : il devient alors copiste et assistant de frère Horner. À ses moments libres, le frère Francis copie un plan de la période d'avant l'apocalypse dessiné par Isaac Edward Leibowitz lui-même et l'enlumine à la manière des moines médiévaux, sans rien comprendre ni à sa signification, ni à son titre : « Système de contrôle à transistors pour élément 6-B ». Les années passent et le procès en béatification du Beatus Leibowitz touche à sa fin. Monseigneur Malfreddo Aguerra, un protonotaire apostolique, se rend à l'abbaye de Leibowitz pour y rencontrer le frère Francis afin d'attester des miracles à porter au bénéfice de Leibowitz et ainsi défendre sa cause devant le Saint-Père. Quelques mois plus tard, c'est au tour de Monseigneur Flaught, l'Advocatus diaboli, chargé d'une contre-enquête à propos de la canonisation de Leibowitz, de rendre visite au frère Francis. 
Quelques années plus tard, le pape publie le décret de recommandation de la canonisation de Leibowitz. L'abbé Arkos apprend à frère Francis qu'il est officiellement invité à la cérémonie et lui enjoint de faire cadeau au pape de son enluminure du schéma électronique. Frère Francis part, seul, sur les chemins dangereux de la région, infestée d'êtres dégénérés. Attaqué par une bande de voleurs difformes, le frère se fait voler son âne et son enluminure. Le voleur, intrigué par le dépit du jeune moine, lui propose de lui rendre son œuvre-d'art contre la somme de 2 heklos d'or et le laisse partir. Arrivé à Rome, Frère Francis obtient un entretien avec le pape à qui il raconte son périple, puis repart pour son abbaye avec la bénédiction papale et un cadeau du Saint-Père : 2 heklos d'or. Sur le chemin du retour, le frère Francis est mortellement blessé par la flèche d'un bandit et termine sa vie dans la Vallée des Difformes, dévoré par les busards.
- Disputatio : l'enjeu de cette partie est le passage d'une culture de la superstition à une civilisation du savoir raisonné. Il faut que l'Homme éclairé remplace l'Homme obscurantiste : Fiat homo.

#### Personnages
- Malfreddo Aguerra, protonotaire apostolique et postulateur du Beatus Leibowitz dans la procédure de canonisation.
- Frère Alfred fait son carême dans le désert en même temps que frère Francis. Il est décrit comme étant « sourd comme un pot ».
- Dom Arkos, abbé, responsable de l'abbaye de saint Leibowitz.
- Prieur Cheroki, prieur de l'abbaye de saint Leibowitz, il fait le tour des ermitages de carême pendant le Sabbat. Il est le descendant d'une famille baronniale de Denver.
- Monseigneur Flaught, Advocatus diaboli, détracteur dans la procédure de canonisation du Beatus Leibowitz.
- Frère Francis Gérard de l'Utah, jeune novice âgé de 17 ans. Il accomplit sa vigile de carême dans le désert, puis prononce ses vœux. Enfant, il avait été vendu à un chaman et s'était enfui, trouvant refuge à l'abbaye.
- Saint Raul le Cyclopéen, saint patron des êtres difformes.
- Vieil Ermite  juif qui sillonne le désert, sait lire, écrire et connaît l'hébreu.
- Frère Fingo, un « anormal », frère de petite taille au visage laid. Il apporte des provisions aux jeunes novices en ermitage dans le désert. Il est sculpteur sur bois de profession et travaille pendant ses moments libres à une statue de saint Leibowitz au sourire énigmatique.
- Frère Horner, vieux moine copiste.
- Sa Sainteté Léon XXI, pape de la Nouvelle Rome.
- Frère Jeris, frère copiste qui aime taquiner frère Francis et se moquer de son plan électronique enluminé.
- Frère Sarl, vieux moine copiste qui dit avoir inventé une méthode mathématique quasi infaillible pour reconstituer les fragments des livres endommagés ou brûlés.

### Fiat lux
Fiat lux signifie « Que la lumière soit. », Ancien Testament, Genèse, 1.14.

#### Contexte historique
Au XXXIIe siècle, en l'An de Grâce 3174, les clans tribaux des Plaines côtoient les États civilisés de Texarkana, Denver, Mississippi, Laredo et Chihuahua qui se sont désormais organisés et structurés. Mais les grands seigneurs des nouveaux États ont de nouvelles idées de conquête et des bruits de guerre circulent, bruits qui n'échappent pas à Marcus Apollo, nonce apostolique auprès du seigneur Hannegan, maître de l'État de Texarkana. La Nouvelle Rome est contestée, des mouvements antipapes voient le jour et de nombreux schismes se sont d'ores et déjà produits au sein de l'Église. Mais dans ce monde à peine sorti de la période obscurantiste précédente, la science est redevenue un honorable sujet d'étude, l'enseignement est de nouveau autorisé et on publie des livres. Le brillant savant Thon Taddéo, parent du despote de l'État de Texarkana, souhaite obtenir de plus amples informations sur l'authenticité des documents conservés par les moines de l'abbaye de saint Leibowitz dans l'État limitrophe de Denver. Le savant, pourtant invité à maintes reprises par les moines à leur rendre visite, n'ose faire le déplacement à cause des tribus sauvages des Plaines. Il cherche par tous les moyens à faire transporter les précieux documents jusqu'à la capitale de Texarkana, mais en vain. À Sanly Bowitts, un village voisin de l'abbaye, 8 % de la population sait lire, signe que les temps sont en train de changer.

#### Vie de l'abbaye
Dans l'abbaye de saint Leibowitz, située dans le désert du Sud-Ouest de l'empire de Denver, les frères de l'Ordre conservent les livres des hommes d'avant le « Grand Déluge de Flammes » dans une bibliothèque installée dans les sous-sols de l'édifice. Ils attendent patiemment la « Génération qui se réveille », celle qui aura la volonté et la curiosité de redécouvrir ces précieux ouvrages qui témoignent d'un glorieux passé. Tandis qu'un poète alcoolique cherche à terminer l'un de ses livres dans le calme de la vie monacale, frère Kornhoer, un technicien de talent, construit dans la bibliothèque souterraine de l'abbaye un nouveau système d'éclairage, en se basant sur les travaux des nouveaux savants comme Thson Taddéo. Avec l'aide de ses coreligionnaires, il réalise une monumentale dynamo qu'il relie à une lampe à arc. Quelque temps plus tard, l'abbé Dom Paulo reçoit une lettre qui lui annonce l'arrivée imminente et inattendue de Thon Taddéo Pfardentrott, le savant du Texarkana, enfin décidé à faire le voyage pour consulter leurs documents. Mais à l'extérieur des murs d'enceinte de l'abbaye, les tensions sont vives entre les États et l'abbé craint pour son Ordre. Thon Taddéo Pfardentrott arrive à l'abbaye avec une escorte de soldats et commence par dater méthodiquement les manuscrits et la construction de l'abbaye.
Le poète révèle bientôt à l'abbé que les soldats qui accompagnent Thon Taddéo sont en train de dessiner secrètement les plans de l'abbaye et Dom Paulo craint que Hannegan II ne se serve de l'abbaye comme d'une forteresse avant de marcher avec ses troupes sur l'État de Denver. Pendant ce temps, Thon Taddéo trouve à son grand étonnement des livres de physique du XXe siècle dont il admire la clarté et les formules mathématiques. Le savant comprend peu à peu que ses propres découvertes ne sont que des re-découvertes encore bien en deçà de ce que recèlent les « Memorabilia ». Lorsque la nouvelle de l'assassinat par empoisonnement du roi de Laredo se répand, la guerre éclate entre les États de Laredo et de Texarkana. Thson Taddéo, soudain devenu persona non grata, doit quitter l'abbaye au plus vite. Après une dernière et âpre discussion avec l'abbé, Thson Taddéo fait comprendre à Dom Paulo qu'il est obligé de fermer les yeux sur les actions politiques de son prince pour avoir une chance de poursuivre ses passionnants travaux de recherche. Alors que les tensions se font toujours plus vives, le pape excommunie le seigneur Hannegan II. Mais en retour, le despote condamne tous les habitants de ses terres à se plier à la nouvelle religion texarkanienne qu'il vient de promulguer. Avant de partir, Thson Taddéo remet à Dom Paulo les plans de l'abbaye dessinés par ses soldats et sauve ainsi l'abbaye. Le vieil abbé meurt quelque temps plus tard, alors qu'une trêve s'apprête à être signée entre les États de Denver et de Texarkana.
- Disputatio : le débat entre l'abbé et le savant tourne autour de la question du sens du progrès et de son éthique. Faut-il confier à des dirigeants illettrés comme Hannegan II des découvertes potentiellement dangereuses faites par des savants qui se refusent par intérêt à toute réflexion morale ? Le Fiat lux du titre concerne à la fois la réalisation concrète et physique d'une lampe à arc dans les souterrains de l'abbaye et la lumière scientifique qui perce enfin à travers l'obscurité qui régnait jusque-là sur le monde.

#### Personnages
- Marcus Apollo, nonce apostolique auprès du seigneur Hannegan II.
- Frère Armbruster, bibliothécaire de l'abbaye attaché aux traditions monastiques.
- Frère Claret, assistant de Marcus Apollo.
- Benjamin Éléazar, vieil ermite juif installé dans le désert à quelques kilomètres de l'abbaye. Il s'appelle lui-même le « Vieux Juif Errant » et prétend être âgé de plusieurs milliers d'années.
- Ours Furieux ou Hongan Os (dans sa propre langue), chef de clan des Tribus de la Plaine.
- Père Gault, prieur de l'abbaye de saint Leibowitz.
- Hannegan II, seigneur illettré de l'État de Texarkana qui a des projets d'expansion pour unifier politiquement toute la région.
- Frère Kornhoer, moine de l'abbaye, constructeur d'une gigantesque dynamo actionnée par plusieurs frères et d'une lampe à arc.
- Dom Paulo de Pecos, abbé âgé de 70 ans, père supérieur de l'abbaye de saint Leibowitz.
- Thson Taddéo Pfardentrott, brillant savant trentenaire, éduqué dans un monastère, parent du seigneur Hannegan II, enseignant au collège de Texarkana.
- Le Poète est un personnage alcoolique et solitaire. Il porte un œil de verre qu'il considère comme sa « conscience amovible ».

### Fiat voluntas tua
Fiat voluntas tua signifie « Que ta volonté soit faite. », Nouveau Testament, Matthieu, 26.42. 

#### Contexte historique
Cette dernière partie du roman débute en l'An de Grâce 3781. La modernité bat son plein, la technologie irrigue tous les domaines de la vie quotidienne, la circulation routière est presque entièrement automatisée, les humains disposent d'autoscribes à qui ils dictent leurs courriers pour les imprimer ou les traduire, l'armée dispose de missiles espace-terre et terre-espace, les vaisseaux spatiaux sillonnent le ciel, de nouvelles planètes ont été découvertes et colonisées, etc. Mais dans ce monde post-apocalyptique et post-moderne, les malformations génétiques héritées de l'apocalypse nucléaire originelle qui avait une première fois détruit la civilisation humaine sont toujours présentes chez les descendants du « Grand Déluge de Flammes ». Ce nouveau monde civilisé interdit par une loi internationale tout nouvel essai nucléaire, désormais considéré comme un crime et un acte de guerre, sauf dans l'espace. Malgré cela, la situation politique mondiale est en proie à de vives tensions à la suite d'une explosion atomique inexpliquée qui a détruit Itu Wan, une ville de la « Coalition asiatique », faisant plus de 80 000 victimes. Alors que l'escalade semble inévitable, les Asiatiques déclenchent une première explosion nucléaire d'intimidation dans l'océan Pacifique. Le gouvernement du Texarkana dément être impliqué dans l'attaque d'Itu Wan, mais une nouvelle bombe explose sur la capitale du Texarkana. Le ministre de la Défense tente de rassurer la presse et la population, tandis que le taux de radioactivité continue de grimper pour atteindre des concentrations dangereuses pour la santé de la population. La cour mondiale réunit en catastrophe une conférence extraordinaire pour tenter d'enrayer l'escalade de la guerre nucléaire et de rétablir la paix dans le monde. Un cessez-le-feu de dix jours est décidé de manière bilatérale. Pendant ce répit, les nombreuses victimes de la capitale du Texarkana sont soignées tant bien que mal par des médecins et des volontaires, mais une nouvelle réglementation officielle leur impose d'euthanasier directement les victimes trop fortement atteintes par les radiations.

#### Vie de l'abbaye
Toujours plongés dans une vie contemplative, les moines de l'Ordre de saint Leibowitz suivent immuablement la règle de leur père fondateur. Avec le temps, saint Leibowitz est devenu plus populaire et fait office de saint patron des électriciens, tandis que l'ancien village de Sanly Bowitts est devenu une petite ville traversée par une large autoroute automatisée. La vieille abbaye, dont le toit s'effondre en partie, s'est agrandie d'une annexe moderne faite de verre et d'aluminium, construite de l'autre côté de l'autoroute. Dans un contexte politique instable, l'abbé Dom Zerchi reçoit un message du cardinal Hoffstraff : le Saint-Père lui demande de mettre à exécution le plan Quo peregrinatur grex. Il s'agit d'un plan de la dernière chance, destiné à perpétuer l'Église sur des planètes-colonies lointaines au cas où le pire devait à nouveau se produire sur Terre. Dom Zerchi doit donc rassembler un équipage capable de piloter le vaisseau papal, faire son choix parmi ses moines et nommer le futur prieur du groupe. Lorsque l'équipage est au complet, Dom Zerchi lui confie les Memorabilia et les envoie à la Nouvelle Rome avec les sauf-conduit nécessaires, en espérant qu'ils auront le temps de décoller avant l'apocalypse finale qui paraît inéluctable.
À la suite de l'explosion de la bombe sur la capitale de Texarkana, les malades, grands brûlés ou irradiés, affluent de plus en plus nombreux. Cors, un médecin de l'association « Étoile Verte », demande à l'abbé la permission d'utiliser son abbaye pour y installer des patients. L'abbé ne donne son accord qu'en échange de l'assurance que le médecin n'enverra aucun malade se faire euthanasier dans les immenses fours construits à cet effet en face de l'abbaye. L'abbé défend l'idée d'une salvatrice espérance face au nihilisme blasé du médecin. Pendant qu'il entend en confession Madame Grales, une femme dégénérée et bicéphale, une lumière intense envahit le ciel et Dom Zerchi se retrouve coincé sous les décombres de son abbaye effondrée. Alors que Madame Grales est morte, sa seconde tête prend vie et la nouvelle personnalité de Madame Grales s'approche de l'abbé mourant. Dans un ultime effort, le vieux moine baptise la jeune femme qui en retour lui donne l'hostie. Dom Zerchi rend l'âme après avoir vu en elle une ultime promesse d'innocence et de résurrection pour l'humanité. Juste avant l'explosion finale, les frères de Leibowitz qui ont pour mission d'exécuter le plan Quo peregrinetur grex ont tout juste le temps d'embarquer dans la fusée avec quelques civils accompagnés d'enfants et de s'élever dans l'espace pour aller fonder ailleurs leur communauté.
- Disputatio : l'abbé de saint Leibowitz discute âprement avec le médecin de l'« Étoile Verte » au sujet de la souffrance et de l'euthanasie. La volonté de saint Leibowitz est respectée, la transmission du savoir se réalise dans l'envol des membres de la communauté qui partent fonder l'Ordre sur une autre planète.

#### Personnages
- Sir Risch Thson Berker, scientifique du Texarkana, spécialiste en radioactivité.
- Le docteur Cors est membre de l'« Étoile Verte ». Il soigne les victimes de la bombes nucléaire tombée sur la capitale du Texarkana.
- Madame Grales, vieille femme pauvre, qui survit en vendant des tomates aux moines de l'abbaye. Elle est pourvue de deux têtes.
- Sir Éric, cardinal Hoffstraff, vicaire apostolique.
- Frère Josué, ancien ingénieur entré dans les Ordres de saint Leibowitz, il mesure tous les jours le taux de radioactivité de l'air extérieur. Il sera choisi par l'abbé Zerchi pour fonder une nouvelle communauté sur une planète du Centaure.
- Frère Patrick, membre de la communauté de saint Leibowitz.
- Latzar Shemi, dit Lazare, vieil ermite mendiant qui sillonne la petite ville de Sanly Bowitts.
- Dom Jethrah Zerchi, abbé, responsable de l'abbaye de Leibowitz.

### Isaac Edward Leibowitz
Isaac Edward Leibowitz est un ancien ingénieur américain qui a survécu à la guerre atomique et au lynchage populaire organisé par les survivants du feu nucléaire au moment de la « Simplification ». Pendant six années, il mène des recherches désespérées pour retrouver les traces de sa femme Emily, qui s'était cachée dans l'anti-chambre mal isolée d'un abri anti-atomique. Au bout de ces six années d'infructueuses recherches, il prononce ses vœux pour devenir prêtre et décide de fonder sa propre communauté. Douze ans plus tard, l'Église autorise Isaac Edward Leibowtiz à fonder son propre ordre monastique. Il donne à son ordre le nom de Saint Albert, patron des hommes de science. Les frères OAL (de l'Ordre albertien de Leibowitz) sont vêtus de lambeaux de toile et portent un simple baluchon. Leur mission consiste à sauver des flammes et de l'oubli tous les vestiges du savoir de l'humanité d'avant l'apocalypse. Les frères de l'ordre peuvent avoir deux fonctions distinctes : les « Contrebandiers en livres » s'occupent de récupérer des livres épargnés par l'autodafé et de les mettre en lieu sûr dans de grands tonneaux enterrés, tandis que les « Mémorisateurs » apprennent par cœur des livres entiers, que ce soit dans le domaine de l'histoire, de la littérature ou des sciences. 
Pendant toute sa vie post-apocalyptique, Isaac Edward Leibowitz participe à ces missions de sauvetage des vestiges scripturaux de la culture de l'humanité. Tous les livres récupérés par les moines sont appelés en latin les « Memorabilia », « ce dont il faut se souvenir ». Un jour, Isaac Edward Leibowitz est reconnu par un ancien technicien devenu renégat et condamné à mort par les « Simples d'esprit ». Il est étranglé à l'aide d'une corde, tandis que le capuchon qui recouvre sa tête est imprégné d'essence et enflammé. Après sa mort, l'ordre poursuit son œuvre et construit une abbaye dans l'État de Denver, au sud-ouest du continent américain. L'abbaye est maintes fois la cible d'attaques de simples d'esprit, mais résiste. Beaucoup de livres sauvés par les frères seront découverts et détruits, mais ceux qui ont été préservés sont cachés dans la nouvelle abbaye. Les moines de l'ordre albertien de Leibowitz passent leur temps à étudier, copier et recopier les « Memorabilia », même s'ils n'en comprennent pas le sens. Les frères attendent le renouveau de la culture humaine, car Isaac Edward Leibowitz était convaincu que la quatrième ou cinquième génération des survivants de l'apocalypse voudrait qu'on lui rendît son héritage et demanderait qu'on lui remît ces livres.

## Commentaires thématiques
- Si vous ne connaissez pas le sujet, laissez ce bandeau (vous pouvez alors contacter les auteurs).
- Si vous supprimez le contenu mis en cause (vous pouvez préalablement contacter les auteurs),

argumentez précisément cette suppression dans la page de discussion
(un manque de référence n'est pas un argument ; une recherche réelle de référence doit avoir été effectuée, être formellement documentée).
 (janvier 2013).
Si vous disposez d'ouvrages ou d'articles de référence ou si vous connaissez des sites web de qualité traitant du thème abordé ici, merci de compléter l'article en donnant les références utiles à sa vérifiabilité et en les liant à la section « Notes et références ».

### Un roman sans héros?
Le roman de Walter M. Miller se distingue par son absence de personnage central. Les moines, abbés ou frères, ont certes plus ou moins d'épaisseur narrative et psychologique, mais aucun protagoniste ne porte réellement le récit. Le personnage d'Isaac Edward Leibowitz lui-même, pourtant central, n'apparaît jamais en personne et son histoire n'est transmise que par des témoignages indirects. L'auteur n'hésite d'ailleurs pas à faire mourir nombre de ses protagonistes de premier plan, comme pour souligner le rôle secondaire de l'individu face à la mission de la communauté : la préservation du savoir. Tout ce qui relève de l'individualité s'efface devant la mission transcendante et historique de l'ordre monastique. C'est une réflexion philosophique que l'auteur a souhaité mettre au cœur de son roman : une réflexion sur le monde séculier et le monde régulier, sur l'ignorance et la préservation du savoir, sur la soif de savoir et la nécessité d'une morale appliquée aux sciences, sur le progrès de l'esprit et l'éternité de l'âme. Le héros du roman, c'est avant tout son thème.

### Liens narratifs entre les trois parties
Si le découpage du roman en trois périodes historiques distinctes empêche Walter M. Miller de tisser des liens étroits entre des personnages qui vivent à 600 années de distance, certains éléments récurrents du récit relient les trois parties : 
- la sculpture de saint Leibowitz, réalisée par frère Fingo dans la première partie du roman, qui joue un rôle du confident pour les abbés successifs ;
- le vieux bâtiment de l'abbaye qui sert de lien atemporel entre les différentes générations de religieux ;
- le mystérieux ermite qui traverse les époques comme pour en assurer la continuité, toujours en quête de son Messie, toujours en attente d'un avenir meilleur.

### Géographie du futur

Carte des États-Unis, avec les États.

Les indices géographiques donnés par Walter M. Miller dans son roman permettent de faire les quelques hypothèses suivantes sur le nouveau monde post-apocalyptique imaginé par l'auteur :
- L'abbaye est située dans le sud-ouest du continent nord-américain, à quelques kilomètres de l'ancienne route qui reliait Salt Lake City à la ville d'El Paso. Dans le roman, l'abbaye est située politiquement dans l'État de Denver dont il est probable qu'il couvre une partie de l'Utah et du Colorado ;
- L'Utah existe toujours comme région, car c'est de là qu'est originaire le frère Francis Gérard, personnage principal de la première partie du roman ;
- Le nom de l'État de « Texarkana » semble être une composition toponymique et géographique d'anciens États comme le Texas, l'Arkansas et la Louisiane (Louisiana en anglais). Texarkana est, d'ailleurs, le nom d'une ville chevauchant la frontière entre les États du Texas et de l'Arkansas, à une relative proximité de l'État de Louisiane ;
- L'État de « Laredo » est plus difficile à déterminer. Peut-être recouvre-t-il une partie du Colorado ? (Laredo est une ville du Texas).
- L'État de « Chihuahua » pourrait correspondre à l'extrême sud-ouest du continent nord-américain et au nord de l'ancien Mexique.

### Chronologie du futur
Pour structurer son récit, Walter M. Miller utilise une périodisation historique qui s'échelonne sur trois périodes distinctes, toutes distantes de six cents ans. L'apocalypse nucléaire qui marque la fin de la civilisation humaine s'est produite au XXe siècle, la première partie du roman se déroule 600 ans plus tard, au XXVIe siècle, marqué par l'établissement des ordres monastiques et la consolidation de la Nouvelle Rome. La seconde partie se déroule 600 ans plus tard, soit au XXXIIe siècle, avec une nouvelle organisation politique des territoires et les prémisses d'un renouveau des sciences, mais avec un illettrisme endémique. Enfin, la période de haute technologie décrite dans la troisième partie se situe encore 600 ans plus tard, soit au XXXVIIIe siècle.
Si l'on compare cette périodisation fictive avec des événements historiques réels, on constate qu'elle respecte le rythme de l'évolution de la culture occidentale depuis la Chute de l'Empire romain.
| Progression historique | Histoire fictive                                                           | Histoire de l'Occident                                                           |
| ---------------------- | -------------------------------------------------------------------------- | -------------------------------------------------------------------------------- |
| Période de départ.     | XXe siècle : apocalypse et disparition de la civilisation.                 | Ve siècle : chute de l'Empire romain et fin de la civilisation antique.          |
| 600 ans plus tard      | XXVIe siècle : obscurantisme.                                              | XIe siècle : Haut-Moyen Âge.                                                     |
| 600 ans plus tard      | XXXIIe siècle : organisation politique des États et renouveau de sciences. | XVIIe siècle : fondement rationnel des sciences avec Descartes, Leibniz, Newton. |
| 600 ans plus tard      | XXXVIIe siècle : futur de très haute technologie.                          | XXIIIe siècle : futur plus développé que le XXe siècle initial.                  |

### Moyen Âge post-apocalyptique
C'est le traumatisme ressenti lors de la destruction d'une abbaye de bénédictins à Monte Cassino à l'occasion d'une mission aérienne de bombardement au-dessus de l'Italie pendant la Seconde Guerre mondiale qui donne à l'auteur le contexte de son roman : un ordre monastique qui échappe aux affres de la guerre et résiste au temps pour aller au bout de sa vocation : sauver le savoir de l'humanité. Le contexte monastique conduit directement l'auteur à recréer une sorte de pseudo Moyen Âge apocalyptique.
Si l'ère de l'humanité qui précède l'apocalypse nucléaire est appelée « Ère de l'Illumination », le temps de la première partie du roman est obscurcie par les ténèbres d'un Moyen Âge superstitieux. Walter M. Miller réactive dans une sorte de Moyen Âge post-apocalyptique tous les éléments caractéristiques qui ont marqué l'histoire de l'Église chrétienne occidentale : ses querelles théologiques, ses schismes, ses excommunications, ses appels aux saints protecteurs, ses croyances mêlées de superstition, ses moines enlumineurs, ses références dévotes à saint Augustin, son affirmation de l'infaillibilité papale, ses compromissions et ses complots politiques. Les moines manient la dialectique de la scolastique et sont versés dans toutes les sciences religieuses telles que l'angélologie, la théologie, l'exégèse, etc. 
Mais par souci de cohérence et pour ancrer cette organisation de type médiéval dans le monde post-apocalyptique qu'il crée, l'auteur sait adapter certains de ses aspects. Il reprend par exemple la célèbre controverse de Valladolid qui pose la question de l'existence ou non d'une âme chez les Amérindiens pour la transposer dans son monde dégénéré et poser la question : les anormaux ont-ils une âme ?

### Traumatisme d'Hiroshima
Walter M. Miller décrit les conséquences du feu nucléaire comme une apocalypse totale : tout est terminé en quelques semaines, les villes deviennent des flaques de verre fondu jonchées de décombres, les nations disparaissent de la surface de la Terre, le sol est recouvert de cadavres d'hommes et de bétail, les immenses nuages radioactifs flétrissent les forêts et les champs, déciment les récoltes, laissant la place à un immense désert. Si quelques humains échappent à la mort, ils sont condamnés à respirer un air empoisonné. Cette description tire son inspiration littéraire des conséquences des deux bombes américaines tombées sur les villes japonaises de Nagasaki et Hiroshima à la fin de la Seconde Guerre mondiale, en 1945. 
L'auteur insiste sur la persistance des malformations génétiques qui se transmettent de générations en générations comme les stigmates du désastre nucléaire originel. Chez Walter M. Miller, l'humanité est marquée dans sa chair, marquée à vie par les symptômes d'un nouveau « péché originel », lié, tout comme dans l'Ancien Testament, au problème de la connaissance.
Si les raisons initiales de l'explosion nucléaire et de la disparition de la civilisation humaine se perdent bientôt dans les méandres de croyances et de superstitions nourries par la peur et l'ignorance, le traumatisme civilisationnel demeure. Le « Grand Déluge de Flammes » est le nouveau nom qui désigne le feu nucléaire dans un monde illettré qui ne comprend plus rien aux causes scientifiques du désastre, à jamais perdues dans les autodafés de la « Simplification ». Un seul terme traverse les âges avec son lot d'histoire abominables : le monstre « Retombée ». Le frère Francis de la première partie du récit l'imagine par exemple comme un monstre mi-salamandre, mi-incube, violant les vierges dans leur sommeil. Les enfants difformes sont également appelés les « Enfants des Retombées ». Si le contenu scientifique du désastre originel s'évanouit dans un passé mystérieux, la teneur négative et répulsive des mots demeure dans l'inconscient collectif post-apocalyptique. Mais l'ultime glissement de sens sera effectué par Isaac Edward Leibowitz lui-même lorsqu'il associera délibérément l'holocauste nucléaire à Lucifer, faisant de l'arme nucléaire le mal ultime, la négation de Dieu.

### Science et conscience
Tout au long du roman, Walter M. Miller distingue nettement les inventions scientifiques de leur possible usage politique et militaire. La science tire sa valeur morale de l'usage qui en est fait. Pour l'auteur, une civilisation qui ne brille que sur le plan matériel, au mépris de son progrès spirituel, est irrémédiablement condamnée à l'auto-destruction pour avoir omis de développer une réflexion éthique adéquate : l'éthique et la réflexion philosophique sur le sens du progrès.
Dans la seconde partie du roman, le problème de la conscience morale est illustré de manière très poétique par l'anecdote de l'œil de verre du poète. Le poète prétend avoir besoin de son œil de verre pour voir le sens véritable des choses, même si cela lui cause d'horribles maux de tête. Il le met donc pour prendre une décision, réfléchir ou discuter d'une opinion. En revanche, il l'ôte lorsque quelque chose le fâche. L'abbé interprète cet œil de verre comme une sorte de « conscience morale amovible ». Le sens symbolique de cette parabole laïque n'échappe à aucun des protagonistes du roman : la conscience morale ne doit pas être utilisée comme un œil de verre amovible. La conscience morale doit accompagner et guider l'humanité dans le moindre de ses actes. Cette parabole dénonce l'abdication morale des savants face aux ambitions politiques et territoriales des princes illettrés de leurs temps.
Dans le roman de Walter M. Miller, la science sans conscience conduit non seulement à la ruine de l'âme, mais également à la ruine de la civilisation humaine. Sans une conscience morale adéquate, la science peut devenir le pire ennemi de la civilisation.

### Éternel recommencement?
En décrivant deux anéantissements successifs de la civilisation humaine par un même usage irréfléchi et abusif de découvertes scientifiques liées à l'énergie nucléaire, Walter M. Miller inscrit la destruction de l'humanité dans une sorte d'inaltérable histoire cyclique qui contribue à remettre en cause le principe même de l'ordre de saint Leibowitz. Pourquoi conserver si précieusement un savoir qui conduit inexorablement l'humanité au désastre ?
La solution que propose Walter M. Miller à cet holocauste toujours recommencé, c'est la foi chrétienne comme fondement d'une éthique et d'une morale à la mesure des capacités techniques exorbitantes de l'humanité. Si l'homme est mis en accusation, ce n'est pas à cause de sa soif de connaissances scientifiques, mais à cause de sa défaillance morale. L'avenir de l'homme réside dans l'établissement d'une solide culture de la responsabilité collective qui ne peut être garantie chez Walter M. Miller que par la religion.
La fonction de l'Ordre de saint Leibowitz apparaît dès lors plus clairement. Sa mission consiste à conserver des écrits scientifiques afin de les transmettre accompagnés d'une compréhension aiguë de la responsabilité morale qu'ils impliquent. Car tout au long du récit, c'est lorsque la science est prise en charge par des savants séculiers et laïques que l'horizon de la catastrophe renaît.

## Éditions françaises
Un cantique pour Leibowitz de Walter M. Miller, traduit de l'américain par Claude Saunier, a connu différentes éditions françaises :
- Denoël, coll. Présence du futur, no 46, 1961 ; rééditions en 1971, 1977, 1983  (ISBN 2-207-50046-2), 1994  (ISBN 2-207-50046-2) et 1998  ;
- Gallimard, coll. Folio SF no 85, traduction révisée par Thomas Day, 2001 (édition revue et augmentée)  (ISBN 2-07-041767-0) ; réédition en 2013  (ISBN 978-2-07-044930-9).

## Prix littéraires
- Prix Hugo du meilleur roman 1961.

## Postérité
Ce récit a directement inspiré l'auteur allemand Carl Amery qui publia en 1975 Der Untergang der Stadt Passau (La chute de la ville de Passau)  sur un thème proche de celui de Walter M. Miller, la renaissance de la civilisation humaine après une grande épidémie de peste. 
La première partie du roman, « Fiat Homo », est reprise sous une forme abrégée dans Le Matin des magiciens (1960).
Ce roman a aussi été l'une des sources d'inspiration des créateurs du jeu vidéo Fallout, sorti en 1997.

## Classique de la science-fiction
Ce roman est considéré comme un grand classique de la science-fiction dans les ouvrages de références suivants :
- Jacques Sadoul, Anthologie de la littérature de science-fiction, Ramsay, 1981 ;
- Denis Guiot, La Science-fiction, Massin, coll. « Le monde de… », 1987 ;
- Enquête du Fanzine Carnage mondain auprès de ses lecteurs, 1989 ;
- Lorris Murail, Les Maîtres de la science-fiction, Bordas, coll. « Compacts », 1993 ;
- Stan Barets, Le science-fictionnaire, Denoël, coll. « Présence du futur », 1994.

## Critiques spécialisées
Dans son Histoire de la science-fiction moderne, Jacques Sadoul déclare à propos de ce roman : « La vie monacale du Frère Francis, tout entière tournée vers la transcription fidèle des vieux livres ou plans qui lui ont été confiés, est décrite avec un réalisme, une minutie qui donnent un charme tout particulier au livre de Walter M. Miller et en font un des classiques du genre. »

## Adaptations
Le roman Un cantique pour Leibowitz a été adapté en pièce radiophonique aux États-Unis par les chaînes WHA et NPR en 1981.